# Jennifer Gareis
Pour les articles homonymes, voir Gareis.
 (février 2014).
Si vous disposez d'ouvrages ou d'articles de référence ou si vous connaissez des sites web de qualité traitant du thème abordé ici, merci de compléter l'article en donnant les références utiles à sa vérifiabilité et en les liant à la section « Notes et références ».
Jennifer Gareis est une actrice américaine, née le 1er août 1970 à Lancaster, en Pennsylvanie.
Après avoir joué dans Les Feux de l'amour, elle revient dans les séries de William Joseph Bell en 2006, lorsqu'elle intègre la distribution d'Amour, Gloire et Beauté dans le rôle de Donna Logan.

## Biographie
Jennifer Gareis est originaire de Lancaster, en Pennsylvanie, et a étudié au Franklin & Marshall College.
Avant ses débuts d'actrice, elle a travaillé à New York comme modèle. Souvent vue sur les pages de magazines de mode comme Glamour, Fitness, Esquire et Women's Wear Daily.
Ces dernières années[Quand ?], Jennifer Gareis étudiait la comptabilité à haut niveau et travaille à son MBA[réf. nécessaire].

### Vie privée
Le 7 mars 2010, Jennifer s'est mariée avec son compagnon Bobby Ghassemieh. En janvier 2010, ils annoncent attendre leur premier enfant. Le 11 juin 2010, elle donne naissance à un petit garçon, Gavin Blaze Gareis Ghassemieh. En mars 2012, ils annoncent attendre leur deuxième enfant. Le 29 juin 2012, elle donne naissance à une petite fille, Sophia Rose Gareis Ghassemieh.

## Filmographie

### Télévision

#### Téléfilm
- 2002 : Air Strike Charlie
- 2007 : Dangereuse convoitise (Point of Entry) : Susan

#### Série télévisée
- 1997 - 2004 : Les Feux de l'amour : Grace Turner
- 2001 : Diagnostic : Meurtre : Thalia Roselawn
- 2005 : Veronica Mars : Cheyenne
- depuis 2006 : Amour, Gloire et Beauté : Donna Logan
- 2024 : Bloodhound : Jessica Stone

### Cinéma
- 1996 : Leçons de séduction : (Non créditée)
- 1997 : Parties intimes : Lisa
- 1997 : Lifebreath : la femme dans l'ascenseur
- 1998 : Enough Already
- 2000 : Gangland : Sarah
- 2000 : Luckytown Blues : Sugar
- 2000 : À l'aube du sixième jour : la petite amie virtuelle de Hank
- 2000 : Miss Detective : Tina
- 2001 : The Groomsmen : Brooke
- 2001 : College Try : Christie
- 2001 : Downward Angel : la femme
- 2001 : Feather Pimento : la femme en vert
- 2002 : Boat Trip : Sheri
- 2005 : Venus on the Halfshell : Honey O'Hara
- 2006 : Escape : Ecstatic Blonde
- 2019 : The Harvesting : Sarah